# Pseudolucia chilensis
Pseudolucia chilensis is een vlinder uit de familie van de Lycaenidae. De wetenschappelijke naam van de soort is voor het eerst geldig gepubliceerd in 1852 door Blanchard.